# Ayotl
L'ayote o ayotl (del Nahuatl tortuga) és un instrument de percussió d'origen mesoamericà. Es tracta d'una closca de tortuga que es colpeja o es raspa amb una banya de cérvol o un pal de fusta. L'ayotl es pot tocar subjectant-lo sota el braç o posant-lo damunt una superfície. Es pot percudir en ambdós costats de la closca, ja sigui en la part convexa o la part plana.
Aquest idiòfon d'Oaxaca i Chiapas, Mèxic, és emprat especialment pels Maia-Quitxé. Els maies van utilitzar l'instrument, que van anomenar kayab, ja al segle viii (apareix al Bonampak, quadres del temple de Chiapas), i posteriorment va ser emprat pels asteques. Consistia en una closca de tortuga: quan es colpejava amb una cornamenta de cérvol, cada braç del plastró (part ventral de la closca) sonava amb un to diferent. Entre els asteques, l'ayotl sembla haver estat estretament associat amb esdeveniments de sacrifici i de memòria; s'utilitzava per a esdeveniments sacrificials i commemoratius de la mort; processons funeràries i festes de la pluja o déus de la muntanya.